# Kingston upon Hull
Kingston upon Hull, meglio conosciuta come Hull, è una città della contea East Riding of Yorkshire, nella regione Yorkshire e Humber dell'Inghilterra, nel Regno Unito. È un'autorità unitaria con status di city.

## Geografia fisica
Kingston upon Hull sorge sulla sponda sinistra dell'estuario dell'Humber, ad una quarantina di chilometri dalle coste del Mare del Nord, nell'Inghilterra nord-orientale. Il centro storico è attraversato dal fiume Hull, che, oltre a confluire in sinistra orografica nell'Humber, dona anche il nome alla città. Kingston upon Hull è situata a 80 km ad est di Leeds, a 55 km a sud-est di York e ad 87 km a nord-est di Sheffield.

## Storia
Tradizioni storiche la dicono fondata intorno all'XI-XII secolo, le prime attestazioni ufficiali risalgono però al 1293, in un regesto del re Edoardo I, che acquistò il porto per le campagne militari in Scozia. Fu sempre Edoardo I a dare alla città il suo nome odierno, in quanto in precedenza era chiamata Wyke-upon-Hull.
Crebbe d'importanza sotto Edoardo III, con grande sviluppo specialmente nel XIX secolo, arrivando a diventare città nel 1897.

## Monumenti e luoghi d'interesse
- Hull Minster, già chiesa della Trinità, edificata in gotico inglese sul finire del XIII secolo.
- Hull Trinity House
- Wilberforce House, casa natale di William Wilberforce, che è successivamente diventata un museo.

## Cultura

### Musica
In città hanno avuto origine i gruppi musicali Everything but the Girl e The Housemartins, il cui titolo dell'album di debutto, London 0 Hull 4, uscito nel 1986, cita appunto la loro città natale, ironizzando sui pessimi risultati delle squadre calcistiche londinesi, mortificate sportivamente dalle piccole compagini provinciali. Ad Hull è nato anche Mick Ronson, celebre chitarrista, arrangiatore e compositore, divenuto famoso con gli Spiders from Mars, band che accompagnò David Bowie fino al 1973: pubblicò inoltre un album postumo, chiamato proprio Heaven and Hull. Originari di Hull sono anche il duo femminile Scarlet e il compositore Rob Hubbard, uno dei più noti autori di musiche per il Commodore 64.

### Università
A Hull ha sede l'Università di Hull, creata nel 1927 come University College Hull.

## Economia
La città di Hull è famosa per il porto; infatti, fino agli anni '70 il porto di Hull, intitolato a sant'Andrea, il patrono dei pescatori, era uno tra i più grandi del mondo. Da essa infatti partono varie flottiglie per la pesca verso il prospiciente Mare del Nord. Relativamente a questa attività la città possiede vari stabilimenti per la conservazione e lo stoccaggio del pesce, ma anche alcune industrie chimiche, meccaniche e cantieristiche (per la costruzione e il ripristino delle imbarcazioni).
A Hull è nata la fabbrica di smalti e vernici Humbrol.

## Amministrazione

### Gemellaggi
- Reykjavík
- Freetown
- Rotterdam
- Stettino
- Niigata
- Raleigh

## Sport

### Calcio
La squadra di calcio cittadina è l'Hull City A.F.C., che nella stagione 2008-2009 ha disputato la sua prima stagione in Premier League della sua storia.  Dalla stagione 2021-2022 milita nella Football League Championship. Disputa dal 2002 le sue partite interne presso l'MKM Stadium.

## Infrastrutture e trasporti
È stato aperto il 16 settembre 2007 il Hull Paragon Interchange, la stazione per l'interconnessione della rete ferroviaria e della rete del trasporto pubblico su strada.